# Palestina ai Giochi della XXXIII Olimpiade
La Palestina ha partecipato ai Giochi della XXXIII Olimpiade, svoltisi a Parigi dal 26 luglio all'11 agosto 2024, con una delegazione di 8 atleti, 6 uomini e 2 donne, in 6 discipline.

## Delegazione
| Sport            | Uomini | Donne | Totale |
| ---------------- | ------ | ----- | ------ |
| Atletica leggera | 1      | 1     | 2      |
| Judo             | 1      | 0     | 1      |
| Nuoto            | 1      | 1     | 2      |
| Pugilato         | 1      | 0     | 1      |
| Taekwondo        | 1      | 0     | 1      |
| Tiro             | 1      | 0     | 1      |
| Totale           | 6      | 2     | 8      |

## Risultati

### Atletica leggera
| Q | Qualificato al turno successivo per la posizione in qualificazione                                                           |
| q | Qualificato per il turno successivo per ripescaggio o, negli eventi su campo, conquistando la misura minima per qualificarsi |

#### Gare su pista
Maschile
| Atleta          | Evento      | Batterie  | Batterie  | Ripescaggi | Ripescaggi | Semifinale      | Semifinale      | Finale          | Finale          |
| Atleta          | Evento      | Risultato | Posizione | Risultato  | Posizione  | Risultato       | Posizione       | Risultato       | Posizione       |
| --------------- | ----------- | --------- | --------- | ---------- | ---------- | --------------- | --------------- | --------------- | --------------- |
| Mohammed Dweard | 800 m piani | 1'54"83   | 53º q     | 1'54"83    | 32º        | non qualificato | non qualificato | non qualificato | non qualificato |

Femminile
| Atleta        | Evento      | Batterie  | Batterie  | Ripescaggi | Ripescaggi | Semifinale      | Semifinale      | Finale          | Finale          |
| Atleta        | Evento      | Risultato | Posizione | Risultato  | Posizione  | Risultato       | Posizione       | Risultato       | Posizione       |
| ------------- | ----------- | --------- | --------- | ---------- | ---------- | --------------- | --------------- | --------------- | --------------- |
| Layla Almasri | 800 m piani | 2'12"21   | 48ª q     | 2'16"72    | 30ª        | non qualificata | non qualificata | non qualificata | non qualificata |

### Judo
Maschile
| Atleta       | Evento | 16-esimi di finale                     | Ottavi di finale     | Quarti di finale     | Semifinale           | Ripescaggio          | Finale per il bronzo | Finale per l'oro     | Posizione       |
| Atleta       | Evento | Avversario Risultato                   | Avversario Risultato | Avversario Risultato | Avversario Risultato | Avversario Risultato | Avversario Risultato | Avversario Risultato | Posizione       |
| ------------ | ------ | -------------------------------------- | -------------------- | -------------------- | -------------------- | -------------------- | -------------------- | -------------------- | --------------- |
| Fares Badawi | -81kg  | Somon Makhmadbekov (TJK) P (0000-0010) | non qualificato      | non qualificato      | non qualificato      | non qualificato      | non qualificato      | non qualificato      | non qualificato |

### Nuoto
Maschile
| Atleta          | Evento             | Batterie | Batterie  | Semifinali      | Semifinali      | Finale          | Finale          |
| Atleta          | Evento             | Tempo    | Posizione | Tempo           | Posizione       | Tempo           | Posizione       |
| --------------- | ------------------ | -------- | --------- | --------------- | --------------- | --------------- | --------------- |
| Yazan Al Bawwab | 100 m stile libero | 58.26    | 43º       | non qualificato | non qualificato | non qualificato | non qualificato |

Femminile
| Atleta              | Evento      | Batterie | Batterie  | Semifinali      | Semifinali      | Finale          | Finale          |
| Atleta              | Evento      | Tempo    | Posizione | Tempo           | Posizione       | Tempo           | Posizione       |
| ------------------- | ----------- | -------- | --------- | --------------- | --------------- | --------------- | --------------- |
| Valerie Rose Tarazi | 200 m misti | 2'20"56  | 32º       | non qualificato | non qualificato | non qualificato | non qualificato |

### Pugilato
Maschile
| Atleta       | Evento | Sedicesimi                  | Ottavi di finale     | Quarti di finale     | Semifinali           | Finale               | Pos.            |
| Atleta       | Evento | Avversario Risultato        | Avversario Risultato | Avversario Risultato | Avversario Risultato | Avversario Risultato | Pos.            |
| ------------ | ------ | --------------------------- | -------------------- | -------------------- | -------------------- | -------------------- | --------------- |
| Wasim Abusal | -57kg  | Nebil Ibrahim (SWE) P (0-5) | non qualificato      | non qualificato      | non qualificato      | non qualificato      | non qualificato |

### Taekwondo
Maschile
| Atleta            | Evento | Qualificazione                   | Ottavi di finale                    | Quarti di finale     | Semifinale           | Ripescaggio Turno 1  | Ripescaggio Turno 2  | Finale               | Classifica      |
| Atleta            | Evento | Avversario Risultato             | Avversario Risultato                | Avversario Risultato | Avversario Risultato | Avversario Risultato | Avversario Risultato | Avversario Risultato | Classifica      |
| ----------------- | ------ | -------------------------------- | ----------------------------------- | -------------------- | -------------------- | -------------------- | -------------------- | -------------------- | --------------- |
| Omar Yaser Ismail | -58 kg | Hadi Tiranvalipour (EOR) V (2-0) | Adrian Vincente Yunta (ESP) P (0-2) | non qualificato      | non qualificato      | non qualificato      | non qualificato      | non qualificato      | non qualificato |

### Tiro a segno/al volo
Maschile
| Atleta              | Evento | Qualificazione | Qualificazione | Finale          | Finale          |
| Atleta              | Evento | Punteggio      | Classifica     | Punteggio       | Classifica      |
| ------------------- | ------ | -------------- | -------------- | --------------- | --------------- |
| Jorge Antonio Sahle | Skeet  | 100            | 30º            | non qualificato | non qualificato |